# Olibrinus tomiokaensis
Olibrinus tomiokaensis là một loài chân đều trong họ Olibrinidae. Loài này được Nunomura miêu tả khoa học năm 1986.